# Yvonne Brietzke
Yvonne Brietzke (* 19. Mai 1999) ist eine deutsche Fußballspielerin. Seit 2014 spielt sie für Borussia Mönchengladbach.

## Karriere

### Vereine
Brietzke spielte zuletzt für die B-Jugendmannschaft von Borussia Mönchengladbach, für die sie von 2014 bis 2016 31 Punktspiele in der B-Juniorinnen-Bundesliga bestritt und zwei Tore erzielte. Noch als B-Jugendspielerin kam sie für die erste Mannschaft in der Bundesliga zum Einsatz. Am 21. Mai 2017 (22. Spieltag) wurde sie bei der 0:3-Niederlage im Auswärtsspiel gegen die TSG 1899 Hoffenheim für Pauline Dallmann in der 65. Minute eingewechselt. Zuvor kam sie vom 23. April 2017 (21. Spieltag) bis zum 14. Mai 2017 (24. Spieltag) an vier aufeinanderfolgenden Spieltagen für die zweite Mannschaft in der drittklassigen Regionalliga West zu Einsätzen im Seniorinnenbereich. In einem Teilnehmerfeld von zwölf Mannschaften stieg sie mit ihrer Mannschaft auf dem letzten Platz in die Gruppe Nord der seinerzeit zweigleisigen 2. Bundesliga ab. Nach neun Punktspielen in dieser Spielklasse, wechselte sie zum 1. FC Mönchengladbach.
Zur Saison 2020/21 kehrte sie zur Borussia zurück und bestritt 15 Punktspiele in der 2. Bundesliga Nord, die mit dem sechsten Platz abgeschlossen wurde. In der Relegation mit dem Sechstplatzierten der Staffel Süd, die TSG 1899 Hoffenheim II, wurde der Spielklassenverbleib nach Hin- und Rückspiel im  Gesamtergebnis von 1:3 verpasst. Von 2021 bis zum Saisonende 2022/23 wurden ihre Spielfähigkeiten insgesamt 23 Mal genutzt. Des Weiteren war sie in beiden, von Erfolg gekrönten Aufstiegsspielen gegen die SV Elversberg aktiv. Seit der Saison 2023/24 ist sie mit ihrer Mannschaft in der 2. Bundesliga vertreten und kam zum Saisonauftakt am 19. August 2023 beim 2:2-Unentschieden im Auswärtsspiel gegen den Hamburger SV zum Einsatz, wie auch vier Tage zuvor beim 3:2-Erstrundensieg im DFB-Pokalwettbewerb gegen Holstein Kiel.

### Auswahlmannschaft
Brietzke bestritt als Spielerin der U18-Auswahlmannschaft des Fußballverbandes Niederrhein vom 1. bis 4. Oktober 2015 an der Sportschule Wedau in Duisburg vier Turnierspiele um den DFB-Länderpokal.

## Erfolge
- Meister Regionalliga West 2023 und Aufstieg in die 2. Bundesliga